# Kanuslalom-Weltmeisterschaften 1987
Die Kanuslalom-Weltmeisterschaften 1987 fanden im Centre Eaux Vives Bourg-Saint-Maurice in Bourg-Saint-Maurice in Frankreich statt.

## Ergebnisse

### Einer-Kajak
Männer:
| Platz | Land | Sportler        |
| ----- | ---- | --------------- |
| 1     | GER  | Anton Prijon    |
| 2     | YUG  | Jernej Abramič  |
| 3     | YUG  | Marjan Štrukelj |

Frauen:
| Platz | Land | Sportlerin               |
| ----- | ---- | ------------------------ |
| 1     | GBR  | Elizabeth Sharman        |
| 2     | FRA  | Myriam Jerusalmi         |
| 3     | GER  | Elisabeth Micheler-Jones |

### Einer-Kajak-Mannschaft
Männer:
| Platz | Land | Sportler                                            |
| ----- | ---- | --------------------------------------------------- |
| 1     | GBR  | Richard Fox Mervyn Jones Russell Smith              |
| 2     | YUG  | Jernej Abramič Janež Skok Marjan Štrukelj           |
| 3     | FRA  | Laurent Brissaud Manuel Brissaud Christophe Prigent |

Frauen:
| Platz | Land | Sportlerinnen                                                    |
| ----- | ---- | ---------------------------------------------------------------- |
| 1     | GER  | Elisabeth Micheler Ulla Steinle Margit Messelhäuser              |
| 2     | FRA  | Marie-Françoise Grange-Prigent Sylvie Lepeltier Myriam Jerusalmi |
| 3     | USA  | Dana Chladek Cathy Hearn Maylon Hanold                           |

### Einer-Canadier
Männer:
| Platz | Land | Sportler      |
| ----- | ---- | ------------- |
| 1     | GBR  | John Lugbill  |
| 2     | USA  | David Hearn   |
| 3     | USA  | Bruce Lessels |

### Einer-Canadier-Mannschaft
Männer:
| Platz | Land | Sportler                                   |
| ----- | ---- | ------------------------------------------ |
| 1     | USA  | David Hearn Jon Lugbill Bruce Lessels      |
| 2     | FRA  | Jacky Avril Thierry Humeau Jean Sennelier  |
| 3     | TCH  | Juraj Ontko Josef Hajdučík Jaroslav Slúčik |

### Zweier-Canadier
Männer:
| Platz | Land | Sportler                       |
| ----- | ---- | ------------------------------ |
| 1     | FRA  | Pierre Calori/Jacques Calori   |
| 2     | USA  | Lecky Haller/James McEwan      |
| 3     | TCH  | Milan Kučera/Miroslav Hajdučík |

### Zweier-Canadier-Mannschaft
Männer:
| Platz | Land | Sportler                                                                                    |
| ----- | ---- | ------------------------------------------------------------------------------------------- |
| 1     | FRA  | Pierre Calori/Jacques Calori Michel Saïdi/Jérôme Daval Gilles Lelievre/Jérôme Daille        |
| 2     | TCH  | Milan Kučera/Miroslav Hajdučík Jiří Rohan/Miroslav Šimek Viktor Beneš/Ondřej Mohout         |
| 3     | GER  | Stephan Bittner/Volker Nerlich Frank Hemmer/Thomas Loose Günther Wolkenaer/Fredi Zimmermann |

## Medaillenspiegel
| Platz  | Land                   | Gold | Silber | Bronze | Gesamt |
| ------ | ---------------------- | ---- | ------ | ------ | ------ |
| 1      | Vereinigtes Königreich | 3    | —      | —      | 3      |
| 2      | Frankreich             | 2    | 3      | 1      | 6      |
| 3      | Deutschland            | 2    | —      | 2      | 4      |
| 4      | Vereinigte Staaten     | 1    | 2      | 2      | 5      |
| 5      | Jugoslawien            | —    | 2      | 1      | 3      |
| 6      | Tschechoslowakei       | —    | 1      | 2      | 3      |
| Gesamt | Gesamt                 | 8    | 8      | 8      | 24     |